# Herrarnas masstart vid världsmästerskapen i skidskytte 2015
Herrarnas masstart vid skidskytte‐VM 2015 avgjordes söndagen den 15 mars 2015 med start klockan 17:15 (EET) i Kontiolax i Finland. Distansen som kördes var 15 kilometer.
Detta var herrarnas fjärde och sista individuella tävling i mästerskapet och vanns av Jakov Fak.

## Tidigare världsmästare i masstart
| År   | Ort                  | Mästare              |
| ---- | -------------------- | -------------------- |
| 2007 | Antholz              | Michael Greis        |
| 2008 | Östersund            | Emil Hegle Svendsen  |
| 2009 | Pyeongchang          | Dominik Landertinger |
| 2010 | Chanty-Mansijsk      | Tävlades inte i      |
| 2011 | Chanty-Mansijsk      | Emil Hegle Svendsen  |
| 2012 | Ruhpolding           | Martin Fourcade      |
| 2013 | Nové Město na Moravě | Tarjei Bø            |

## Resultat
Totalt 30 tävlande deltog i tävlingen.
| Placering | Namn                 | Land      | Tid     | Straffrundor (L + L + S + S) | Straffrundor (L + L + S + S) |
| --------- | -------------------- | --------- | ------- | ---------------------------- | ---------------------------- |
| 1         | Jakov Fak            | Slovenien | 36.24,9 | 1                            | (0 + 0 + 1 + 0)              |
| 2         | Ondřej Moravec       | Tjeckien  | 36.25,9 | 1                            | (1 + 0 + 0 + 0)              |
| 3         | Tarjei Bø            | Norge     | 36.28,6 | 1                            | (0 + 0 + 1 + 0)              |
| 4         | Ole Einar Bjørndalen | Norge     | 36.35,1 | 0                            | (0 + 0 + 0 + 0)              |
| 5         | Michal Šlesingr      | Tjeckien  | 36.43,3 | 3                            | (1 + 0 + 2 + 0)              |
| 6         | Johannes Thingnes Bø | Norge     | 36.43,6 | 2                            | (0 + 0 + 2 + 0)              |
| 7         | Anton Sjipulin       | Ryssland  | 36.47,7 | 3                            | (0 + 1 + 2 + 0)              |
| 8         | Simon Schempp        | Tyskland  | 36.50,5 | 2                            | (0 + 1 + 1 + 0)              |
| 9         | Simon Fourcade       | Frankrike | 36.52,8 | 1                            | (0 + 0 + 0 + 1)              |
| 10        | Martin Fourcade      | Frankrike | 36.55,8 | 4                            | (0 + 1 + 2 + 1)              |
| 11        | Jevgenij Garanitjev  | Ryssland  | 36.56,6 | 2                            | (0 + 0 + 1 + 1 )             |
| 12        | Fredrik Lindström    | Sverige   | 36.59,6 | 1                            | (0 + 0 + 1 + 0)              |
| 13        | Lowell Bailey        | USA       | 36.59,9 | 1                            | (1 + 0 + 0 + 0)              |
| 14        | Tim Burke            | USA       | 37.10,5 | 3                            | (1 + 0 + 1 + 1)              |
| 15        | Emil Hegle Svendsen  | Norge     | 37.10,5 | 2                            | (0 + 0 + 1 + 1 )             |
| 16        | Benedikt Doll        | Tyskland  | 37.10,6 | 2                            | (0 + 0 + 1 + 1)              |
| 17        | Erik Lesser          | Tyskland  | 37.15,5 | 2                            | (0 + 0 + 2 + 0)              |
| 18        | Christian De Lorenzi | Italien   | 37.16,5 | 2                            | (0 + 0 + 1 + 1)              |
| 19        | Simon Eder           | Österrike | 37.27,8 | 3                            | (1 + 0 + 0 + 2)              |
| 20        | Jurji Ljadov         | Belarus   | 37.29,7 | 1                            | (0 + 0 + 0 + 1)              |
| 21        | Brendan Green        | Kanada    | 37.33,2 | 1                            | (0 + 0 + 0 + 1)              |
| 22        | Arnd Peiffer         | Tyskland  | 37.39,9 | 4                            | (0 + 2 + 2 + 0)              |
| 23        | Nathan Smith         | Kanada    | 37.44,3 | 3                            | (2 + 0 + 1 + 0)              |
| 24        | Dominik Landertinger | Österrike | 37.53,4 | 3                            | (0 + 1 + 1 + 1)              |
| 25        | Vladimir Iliev       | Bulgarien | 37.59,0 | 3                            | (1 + 0 + 1 + 1)              |
| 26        | Michael Rösch        | Belgien   | 38.09,6 | 3                            | (0 + 1 + 1 + 1)              |
| 27        | Serhij Semenov       | Ukraina   | 38.10,8 | 5                            | (2 + 0 + 2 + 1)              |
| 28        | Jaroslav Soukup      | Tjeckien  | 38.21,9 | 3                            | (1 + 0 + 2 + 0)              |
| 29        | Benjamin Weger       | Schweiz   | 38.40,0 | 3                            | (0 + 1 + 1 + 1)              |
| 30        | Roland Lessing       | Estland   | 39.26,9 | 3                            | (1 + 0 + 0 + 2)              |